# Ferrocarril de Krasnoyarsk

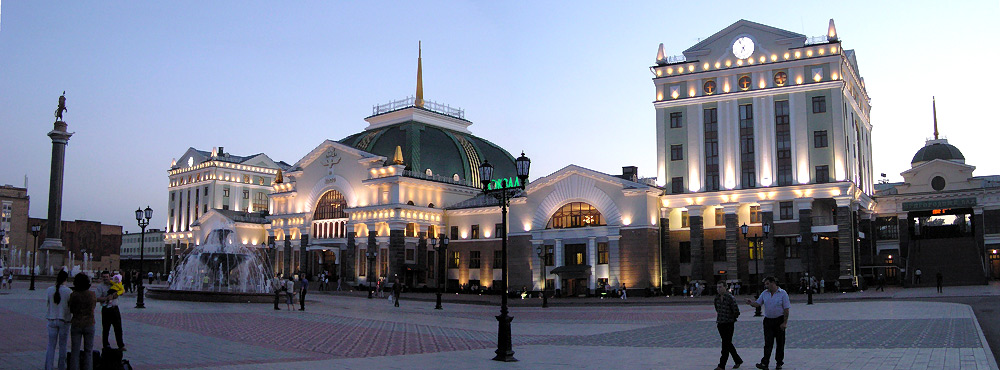
Estación de Krasnoyarsk

Los Ferrocarriles de Krasnoyarsk (KZhD) (Красноярская железная дорога en ruso, transl.: Krasnoyarskaya Zheleznaya Doroga) es la red ferroviaria de RZhD que da servicio ferroviario a la región centro-sur de Siberia. Enlaza con el Transiberiano desde el Krai de Krasnoyarsk hasta Jakasia. La línea también da servicio por el oeste y el este a través de los ferrocarriles de Siberia Occidental y Siberia Oriental.
Tiene una extensión de 3.157,90 km. La sede central se encuentra en Krasnoyarsk. En 2004, se realizaron reformas en la estación.
En 1899 se inauguró el primer tramo que cruza el río Yeniséi. En 1936 se realizó la primera ampliación desde Achinsk hasta Novokuznetsk, Kemerovo en 1949. Las obras de extensión en la línea continuaron durante los años 60 conectando con la Central hidroeléctrica Sayano–Shúshenskaya.